# Nicolò Canelles
Nicolò Canelles, o Canyelles (Iglesias, 1515 – Cagliari, 1585), è stato un vescovo cattolico spagnolo, cittadino dell'allora Regno di Sardegna.

## Biografia
Fu uno dei prelati più benemeriti della Sardegna ecclesiastica del Cinquecento. 
Esponente di spicco della casata medievale sardo-catalana dei Canyelles o Canelles, Nicolò, figlio di Nicolò Francesco Canyelles (Sindaco di Iglesias) e di Beatrice del Seny, fu vescovo di Bosa. Fondò nel 1566 a Cagliari la prima tipografia dell'isola introducendo l'arte tipografica in Sardegna con i caratteri mobili.
Dopo la laurea in utroque iure conseguita a Roma nel 1548, fu nominato "commensale" di papa Giulio III che apprezzava la sua profonda cultura.
Ritornato in Sardegna nel 1551, fu grazie alle prebende assicurate dal Papa stesso che poté fondare a Cagliari la prima tipografia dell'isola che nel 1566 diede alla luce il primo libro con caratteri di stampa propri: il Catechismo di Edmondo Auger in spagnolo, al tempo lingua ufficiale.
Canonico della Cattedrale di Cagliari, nel 1573 fu nominato vicario generale dell'arcidiocesi e nel 1577 venne nominato vescovo di Bosa e "Prior de Sant Lleonart sete funtanas". La sua attività pastorale pose l'attenzione nella promozione della cultura e nel rinnovare le costituzioni ecclesiastiche alla luce del Concilio di Trento. Fu uno dei più ragguardevoli rappresentanti della cultura umanistica della Sardegna nel XVI secolo assieme agli arcivescovi di Sassari Salvatore Alepus e Antonio Canopolo. 
Morì a Cagliari nel 1585 lasciando una delle più antiche e vaste biblioteche dell'Isola, che fu acquisita dal bibliofilo Monserrat Rosselló: più di tremila volumi del Canelles sono conservati nella Biblioteca Universitaria di Cagliari, all'interno del fondo Rosselló.
In sua memoria, diverse vie e scuole in Sardegna portano il suo nome, fra cui la strada dove sorse la sua tipografia, dove tale evento è ricordato da una lapide.